# 松山茂
松山 茂（まつやま しげる、明治14年〈1881年〉7月14日 - 昭和12年〈1937年〉12月29日）は、大正・昭和期の日本の海軍軍人。最終階級は海軍中将。長崎・平戸出身。

## 経歴
旧平戸藩士・松山雲八の五男。私立尋常中学猶興館より海軍兵学校に入学。海兵30期を187名中74位で卒業。30期の首席は百武源吾大将。同期8名の中将の中では156位の重岡信治郎中将、99位の湯地秀生中将に次ぐハンモックナンバー下位のスタート。「松島」での遠洋航海を終えて「磐手」乗組が初任地。日露戦争をそのまま「磐手」のクルーとして経験し、蔚山沖海戦・日本海海戦に参加。蔚山沖海戦後の明治38年（1905年）1月12日、中尉に進級している。
戦後、明治39年（1906年）2月に駆逐艦「子日」乗組、4月に第13艇隊の水雷艇長心得となり、水雷術の訓練を受けた。9月から「高千穂」分隊長心得、翌年6月に「対馬」分隊長心得となり、9月に大尉へ昇進すると同時に海軍砲術学校に進んで学んだ。
松山が頭角を現すのは大尉時代。明治41年（1908年）4月、「常磐」分隊長として現場に戻るものの、明治42年（1909年）5月に海軍大学校乙種へ進学し、ステップアップを図る。11月に卒業するが、引き続き今度は海軍水雷学校高等科に進み、水雷屋のエキスパートを目指した。 半年後の43年（1910年）5月に水雷学校も卒業するが、一転して教官として残留することになった。在任中に水雷射法への公算学、語差学の導入に先鞭をつける。
大正2年（1913年）12月、少佐に昇進すると同時に、再び大学校甲種に入学し、2年間在籍した。水雷学校入学から5年もの間、学生として、教官として研究と演習を積み重ねたことになる。辛亥革命や膠州湾攻略・南洋群島占領作戦など実戦の機会が多かったこの時期を棒に振って勉学に明け暮れたわけだが、これがかえって軍政官・教育者として頭角を現す松山の能力を高めた。
大正4年（1915年）12月、戦艦「扶桑」の二代目水雷長に着任する。翌5年（1916年）12月には第1艦隊参謀へ転身、離任直前の6年（1917年）10月には連合艦隊が編制されたので、連合艦隊参謀も兼ねる。
大正6年（1917年）12月、中佐に昇進し、舞鶴鎮守府参謀に転じる。半年弱勤務して、7年（1918年）4月より教育本部に転出する。この時、松山に転機が訪れた。横須賀海軍航空隊で航空機による雷撃実験が実施され、松山は視察に訪れた。成果ははかばかしいものではなかったが、松山はこの試みに大いに関心を持ち、連日の実験を取材した。
大正10年（1921年）6月、しかし松山は呉に招聘され、最新の駆逐艦「萩」「藤」「薄」「蔦」で新編された第15駆逐隊司令に就任した。しかも第15駆逐隊は初年度から第一水雷戦隊に編入され、水雷屋の本懐を遂げた。任期中の10年（1921年）12月に大佐へ昇進している。
大正11年（1922年）2月、欧米出張に出発し、現場を離れる。松山は既にハンモックナンバー下位の平凡な将校ではなくなっていた。10月に帰国すると水雷学校教頭を命じられ、翌12年（1923年）5月には兵学校教頭に転じた。水雷術のエキスパートであるだけではなく、教育者としても認められる存在となっていた。13年（1924年）12月より1年間、唯一の軍艦艦長を「五十鈴」で務めた。14年（1925年）11月、陸上勤務に転じて舞鶴要港部参謀長となり、少将昇進までの1年を過ごした。
大正15年（1926年）12月、少将昇進と同時に第2艦隊参謀長となり、吉川安平長官を補佐した。松山も吉川も共に水雷屋で馬は合ったようだが、肝腎の連合艦隊は長官が加藤寛治、参謀長が高橋三吉と鉄砲屋が取り仕切っていた。1年の任期を終えて昭和2年（1927年）12月より1年半、軍令部第二班長を務める。
昭和4年（1929年）9月、懐かしい水雷学校に校長として呼び戻された。それも、通信科を分離独立させて海軍通信学校を設立する任務を負っていた。翌5年（1930年）6月1日、無事に通信学校の開校を果たし、松山は通信校の校長も兼任した。
大役を終えて5年（1930年）12月、最後の海上勤務となる第5戦隊司令官に就き、「青葉」と「加古」を統率した。
昭和6年（1931年）10月10日、航空本部長に着任し、2ヶ月後に中将へ昇進する。ここで松山は後の海軍航空隊にさまざまな遺産を残した。
ロンドン軍縮条約のために水上艦の増強が不可能となったため、松山は長らく暖めていた長距離雷撃機の開発に乗り出した。山本五十六技術部長、和田操技術部主任、のちに参加する山縣正郷総務部員らスタッフを揃え、連日検討した。そして「大攻」こと九五式陸上攻撃機と「中攻」こと九六式陸上攻撃機が完成、採用を勝ち取った。戦後に山本の人気が高まった際に、中攻の発案者は山本であるという誤報が広められたが、直接関係した和田や山縣が、松山のアイデアを活かしたとする趣旨の文書を開発中の段階から多数残しており、誤報は否定されている。中攻は渡洋爆撃を皮切りに中国戦線で目覚しい活躍を見せ、マレー沖海戦を花道に一式陸上攻撃機と交代していった。その活躍ぶりはのちに現場指揮官となった山縣に「陸軍は空軍創設を目指しているが、わが海軍はすでに中攻隊という空軍を所持している」とまで言わしめた。同時期に九六式艦上戦闘機や九五式水上偵察機など、欧米の航空機と遜色ない名機を多数生み出させた。
と同時に、将来増員されると予測される搭乗員養成に備え、航空予備士官制度を創設した。また勢力圏の安全な航空路確保のため、海軍水路部へ気象観測所の設置を強硬に要求し、在任中に第一号となる観測所を幌筵島に建設させた。
本部長を2年務めたのち、昭和8年（1933年）11月に軍令部次長へ栄転する。しかし発病のため在任僅か2ヶ月で辞職し、無任所の出仕扱いで療養に努めた。しかし回復の見込みなく、10年（1935年）12月14日をもって予備役編入、海軍を去った。中国戦線で中攻が活躍している最中の昭和12年（1937年）12月29日、56歳で没した。

## 家族
- 父・松山雲八 - 平戸藩士[3]
- 妻・龍 - 陸軍歩兵中佐・殿井隆興の二女[3]
- 子・松山昂夫[3]
- 養子・とし子 - 旧姓・竹ノ内。松山家の女中。[4][5]

## 栄典
位階
- 1904年（明治37年）3月18日 - 正八位[6]
- 1905年（明治38年）2月14日 - 従七位[7]
- 1907年（明治40年）11月30日 - 正七位[8]
- 1913年（大正2年）2月10日 - 従六位[9]
- 1918年（大正7年）1月30日 - 正六位[10]
- 1922年（大正11年）1月20日 - 従五位[11]
- 1926年（昭和元年）12月28日 - 正五位[12]
- 1931年（昭和6年）12月15日 - 従四位[13]

勲章等
- 1906年（明治39年）4月1日 - 功五級金鵄勲章・勲六等単光旭日章・明治三十七八年従軍記章[14]